# Centre de rétention administrative de Marseille
Ne doit pas être confondu avec Centre pénitentiaire de Marseille.
Le centre de rétention administrative de Marseille, ou centre de rétention du Canet, est un centre de rétention administrative (CRA) ouvert en 2006 et situé dans le quartier du Canet, dans le 14e arrondissement de Marseille.
Il a remplacé un hangar du port de Marseille, dont la découverte par le public dans le milieu des années 1970 avait contribué au moment de « l'affaire d'Arenc » à dévoiler des pratiques de rétention non encadrées par le droit.

## Le centre d'Arenc
En 1963, après la grande vague des indépendances, un entrepôt d'Arenc dans le port de Marseille est utilisé par la préfecture de police pour y enfermer sans contrôle judiciaire les passagers algériens à qui l'entrée en France est refusée, en attendant leur expulsion,,. 
En 1975, un avocat marseillais, Sixte Ugolini, alerte la presse de la disparition d'un de ses clients qui aurait été détenu dans le centre; « l'affaire d'Arenc » éclate et conduit à un débat politique sur les modalités juridiques de la rétention qui durera jusqu'en 1981,,, (voir l'article Centre de rétention administrative en France pour plus de détails). 
Les journalistes invités à visiter le centre en 2001, à la suite d'améliorations « dérisoires », témoignent de la vétusté et saleté de ce qui est qualifié de « geôle aride ». 
Le hangar d'Arenc est abandonné en 2006 et démoli en 2009, son emplacement est devenu un parking pour les véhicules poids lourds sur les quais du port. En 43 ans, environ 100 000 personnes y ont été retenues, y compris de très jeunes enfants,.

## Le centre du Canet

### Ouverture
En 2006, le centre de rétention d'Arenc est remplacé par un nouveau centre, au 18 boulevard des Peintures, dans le quartier du Canet à Marseille,, à 600 m de la station de métro Bougainville. C'est un bâtiment neuf, de 3 262 m² et d'une capacité de 136 places, ce qui double la capacité d'accueil par rapport à Arenc.  
À son ouverture, le bâtiment du Canet, non chauffé et déjà lézardé, est fait de trois blocs sur deux niveaux avec chacun une cour de promenade et 30 lits. À l'ouverture du centre, le Contrôleur général des lieux de privation de liberté constate, :

« Les chambres affectées aux hommes sont dans un état déplorable : graffitis sur les murs, interrupteurs avec fils dénudés, ampoules électriques manquantes dans les blocs sanitaires, douches sans eau chaude, draps ou couvertures tenant lieu de rideaux pour les fenêtres donnant sur les cours de promenade, certains matelas et certaines couvertures sont souillés. Ces conditions d’hébergement sont indignes. »

### Incidents
Le 1er décembre 2006, un homme turc décède dans le CRA, après s'être pendu dans sa chambre. En décembre 2017, c'est un homme albanais qui avait vu sa demande d'asile rejetée qui met ainsi fin à ses jours,,, sept autres personnes avaient tenté de se suicider dans ce centre fin 2017, selon l'association Forum réfugiés.
Le centre est fermé fin 2010 après la détection de la bactérie à l’origine de la légionellose, puis à nouveau à la suite d'un incendie qui se déclare le 9 mars 2011.
L'attaque par arme blanche à la gare Saint-Charles de Marseille le 1er octobre 2017 par un Tunisien en situation irrégulière, conduit les préfectures à augmenter le nombre de rétentions dans toute la France ; le CRA de Marseille s'engorge,,,.
En 2022, une rixe fait 6 blessés : deux retenus et quatre policiers. Deux retenus sont transportés à l'hôpital selon France 3, aucun selon la préfecture.
Dans la nuit du 1er juillet 2023, un incendie est déclenché dans le CRA. Les pompiers interviennent, puis les CRS, violemment. Un retenu tunisien meurt. La cause de la mort est une asphyxie selon les élus LFI et le collectif marseillais anti-CRA, une « prise médicamenteuse inadaptée » selon l'administration,. L'épouse de la personne décédée porte plainte contre X et une enquête est ouverte. Deux retenus sont condamnés quelques jours après l'incendie. 

### Pendant la pandémie de Covid-19

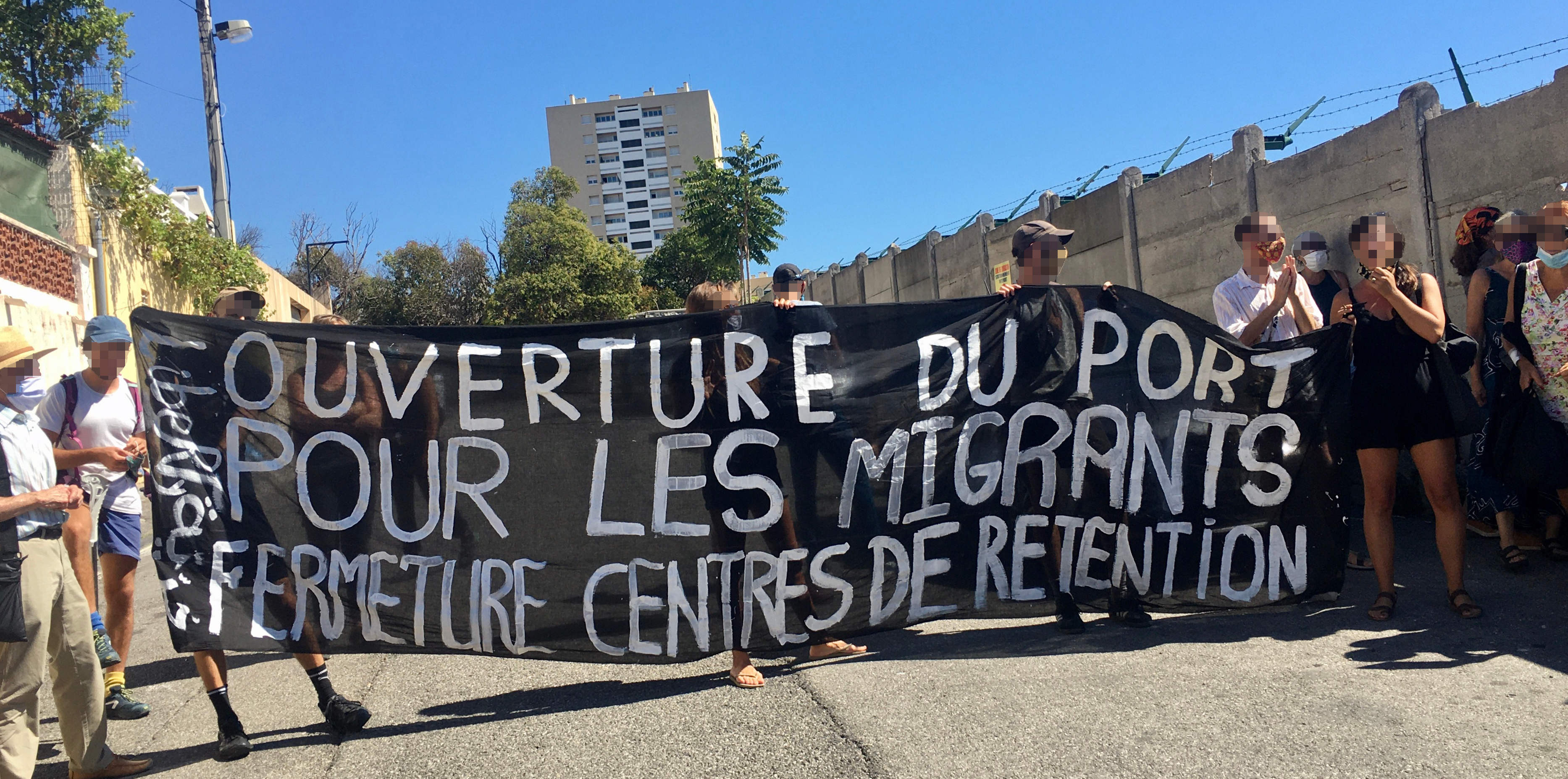
Rassemblement devant le centre de rétention du Canet à Marseille le 5 septembre 2020.

En mars 2020, pendant la pandémie de Covid-19, les associations s'appuient sur les risques de contamination élevés et la fermeture des frontières Schengen (qui empêche les expulsions) pour demander la libération des personnes retenues. La contrôleuse générale des lieux de privation de liberté et le défenseur des droits recommandent la fermeture des CRA, qui se vident à travers le pays, mais d'après une avocate, « la préfecture [des Bouches du Rhône] continue de placer en rétention alors qu'elle a connaissance des décisions judiciaires » ; le 16 mars, 5 personnes sont encore retenues.  
En août 2020, des retenus entament une grève de la faim, ; selon La Provence, qui note que des grèves de la faim ont aussi commencé à Nîmes, Toulouse et Rennes, c'est pour protester contre « les conditions administratives de traitement de leurs dossiers et l'irrespect des mesures liées à l'épidémie de Covid ». Le 5 septembre 2020, dans le cadre d’un appel national, une manifestation a lieu devant le centre du Canet, dans lequel 63 personnes sont enfermées,,,.
A l'automne 2020, la France continue à expulser des personnes en situation irrégulière vers plusieurs pays dont les frontières sont  ouvertes, et, en attendant une date de retour forcé, à les enfermer au CRA. Le 4 novembre, le centre du Canet est mis en quarantaine par la préfecture après la détection d'un cluster de personnes contaminées, le nombre de personnes enfermées descend à 67, mais la situation sanitaire reste préoccupante. Le 5 novembre des cellules sont incendiées. Les audiences publiques qui permettent d’examiner les dossiers des retenus sont maintenus, mais se déroulent en l'absence des personnes concernées, placées en quarantaine dans leurs cellules, et qui n'ont pas pu rencontrer leurs avocats. 

### Conditions de rétention
Après sa visite en 2014, le contrôleur général des lieux de privation de liberté note que les étrangers retenus au CRA n'ont pas accès à l'accompagnement juridique auquel ils ont droit, qu'ils ne reçoivent pas à leur arrivée les informations sur leurs droits, et que « le recours aux interprètes [parait] inexistant ». En 2023, le problème d'interprétariat n'a pas évolué. Le député La France insoumise Bastien Lachaud dénonce après une visite du CRA en 2017 des conditions de rétention qu'il juge « inhumaines »,. En 2018, la députée LREM Alexandra Louis visite le centre et constate que les procédures « ne fonctionnent pas » et que « certaines personnes ont faim ». En 2019, le CRA est visité par la députée Émilie Guerel, et en 2023 par deux parlementaires ; trois quarts des retenus sont originaires de Tunisie et d’Algérie, alors que leurs expulsions sont impossibles.
Mediapart consacre une série d'articles au CRA de Marseille en 2020 pour décrire les conditions d'enfermement et les « audiences délocalisées » express du juge des libertés et de la détention, qui se tiennent à l'intérieur du centre pour éviter des escortes quotidiennes au palais de justice,,, et dont la Cimade tient une chronique.
Le bâtonnier de Marseille visite l'établissement le 10 juillet 2023 et note que « le personnel infirmier constate que la plus grande difficulté sur le plan médical réside dans l’absence de tout soutien psychiatrique ou même d’appui psychologique, alors que la moitié des personnes retenues souffrent de problèmes d’addiction, de problèmes psychiatriques ou de problèmes psychologiques, voire des trois réunis ».  

« Les conditions actuelles de retenue sont contraires au principe de dignité humaine et les personnes sont en insécurité permanente »

— Mathieu Jacquier, bâtonnier de Marseille
Le rapport évoque aussi un « problème d’insécurité assez généralisé » et un « délabrement important des installations collectives ». Le centre passe sous la menace d’une fermeture temporaire par le tribunal administratif, saisi par un référé-liberté exigeant que cessent les « atteintes graves » portées aux retenus, mais celui-ci est rejeté,, le juge se satisfaisant des réparations d'urgence, tout en notant que le préfet n'a pas démontré « le respect actuel par l'administration des modalités de prise en charge médicale des personnes en rétention ». Le centre est à nouveau visité par un élu, le sénateur écologiste Guy Benarroche, en 2024 . 

## Documents
- Contrôleur général des lieux de privation de liberté, « Centre de rétention administrative du Canet à Marseille, du 29 septembre au 2 octobre 2014 (troisième visite) » [PDF], sur www.cglpl.fr, octobre 2014
- Contrôleur général des lieux de privation de liberté, « Centre de rétention administrative du Canet à Marseille, du 09/09/2024 au 13/09/2024 (quatrième visite) », sur www.cglpl.fr, 23 avril 2025